# ニッソウ
株式会社ニッソウ（英: Nissou Co., Ltd.）は、主に不動産物件のリフォーム工事を請け負う建設業者。

## 概要
1988年9月1日に設立。2018年2月26日、東京証券取引所TOKYO PRO Marketに株式を上場、　その後2020年3月30日、名古屋証券取引所セントレックス（現・ネクスト市場）に上場市場を変更した。さらに2022年7月25日、東京証券取引所グロース市場に上場（名証ネクスト市場と重複上場）。
東京都23区、市部、横浜市、川崎市、さいたま市、千葉市、仙台市を主なエリアに年間10,000件以上の工事を受注し、40億円超を売り上げている。
社名は「日本一の業績を誇る改装（内装・外装・リフォーム）会社」を目指していることに由来している。

## 沿革
- 1987年 - 東京都目黒区上目黒にてクリエイティブリフォームオフィス マエダを創業[4]。
- 1988年 - 資本金300万円で株式会社ニッソウに改組[4]。
- 1990年 - 世田谷区桜に本社を移転[4]。工事の見積もりから引き渡しまで、徹底的に中間マージンをカットしたオペレーション『直接職人制度』を構築。
- 1993年 - 資本金を1,000万円に増資。
- 1998年 - 継続した取引の法人顧客比率が高まり、全ての営業活動をBtoBへシフト。賃貸･転売物件の原状復旧工事に特化。極小工事･緊急工事･入居中案件などの課題を、一元的にサポートする社内体制を確立。
- 2005年 - 資本金を2,000万円に増資。
- 2006年 - 世田谷区経堂へ本社事務所を移転[4]。資材倉庫･廃材置場及びパーキングを併設。
- 2007年 - オリジナル販売管理システムを導入。
- 2010年 - 資本金を5,000万円に増資。
- 2013年 - 資本金を10,000万円（1億円）に増資。
- 2015年 - 株式公開を目指した成長戦略を発表。年間売上高が10億円を突破。
- 2016年 - 神奈川県高座郡寒川町にニッソウ神奈川を開設。
- 2017年 - 埼玉県さいたま市西区にニッソウ埼玉を開設。
- 2018年2月26日 - 東京証券取引所 TOKYO PRO Market へ上場[4][5][6]。
- 2020年 - 3月29日に東京証券取引所TOKYO PRO Market上場廃止。翌3月30日に名古屋証券取引所セントレックス上場[8]。千葉県船橋市にニッソウ千葉を開設。岡山県岡山市ニッソウ岡山design roomを開設　資本金2億1628万円に増資
- 2021年 - 埼玉県朝霞市に埼玉県内第二の拠点、ニッソウ朝霞を開設。
- 2022年4月4日 - 名古屋証券取引所の市場区分見直により、名証ネクスト市場へ移行。
- 2022年 - 神奈川県横浜市に神奈川県内第二の拠点、ニッソウ横浜を開設。
- 2022年 - 7月25日に東京証券取引所グロース市場に上場（名証ネクスト市場と重複上場）。資本金3億4978万円に増資。埼玉県三郷市に施工管理のための初拠点、首都圏北部施工センターを開設。
- 2023年 - 安江工務店（証券コード1439）の株式２０％強を取得し関連会社化。神奈川県藤沢市に国内外リゾート物件を主に扱う日本リゾートバンクを設立。埼玉県所沢市のヤナ・コーポレーションがニッソウグループ入り。香港のリフォーム会社匠屋本舗有限公司と資本業務提携。神奈川県藤沢市に首都圏南部施工センターを開設。マレーシア連絡事務所をスランゴール州の都市サイバージャヤに開設。
- 2024年 - マレーシアの首都クアラルンプールの不動産管理会社TOMORROW WTO SDN. BHDとの戦略的パートナーシップ締結。宮城県仙台市にニッソウ東北を開設。東京江東区のリフォーム会社ささきがニッソウグループ入り。那須塩原の建築会社平成ハウジングがニッソウグループ入り。マレーシアの上場企業でコングリマリットであるＯＳＫグループとＭＯＵ締結。

## 店舗
- ニッソウグループ本部 -東京都 ニッソウ本社・リフォームプロ本部
- ニッソウ埼玉 - 埼玉県さいたま市西区三橋6-78-2
- ニッソウ神奈川 - 神奈川県寒川町小谷2-3-5
- ニッソウ千葉 - 千葉県船橋市大穴北1-31-15
- ニッソウ朝霞 - 埼玉県朝霞市溝沼4-4-15
- ニッソウ横浜 - 神奈川県横浜市南区井土ヶ谷下町218-2.2F
- ニッソウ東北 -宮城県仙台市青葉区八幡2-4-4
- 首都圏北部施工センター - 埼玉県三郷市駒形105-2
- 首都圏南部施工センター - 神奈川県藤沢市南藤沢15-16.3F
- ニッソウ岡山design room - 岡山県岡山市北区田町1-1-1.5F